# La parola a Fran Lebowitz
La parola a Fran Lebowitz (Public Speaking) è un documentario del 2010 diretto da Martin Scorsese sulla figura della scrittrice americana Fran Lebowitz, prodotto dalla HBO.